# Fotohemija
Fotohemija je grana fizičke hemije koja izučava hemijske reakcije koje se odvijaju uz apsorpciju svetla na atomima ili molekulima. Generalno, ovaj izraz se koristi za opisivanje hemijske reakcije izazvane apsorpcijom ultraljubičastog (talasna dužina od 100 do 400 nm), vidljivog svetla (400–750 nm) ili infracrvenog zračenja (750–2500 ).
Primeri fotohemijskih reakcija iz svakodnevnog života su fotosinteza, degradacija plastike i formiranje Vitamina D uz pomoć sunčeve svetlosti. Fotohemijske reakcije se odvijaju drugačije od reakcija vođenih temperaturom. Fotohemijski putevi omogućavaju pristup međuproizvodima visoke energije koji se ne mogu generirati toplotno, čime se prevladavaju velike aktivacione barijere u kratkom vremenskom periodu i ostvaruju reakcije koje inače nisu dostupne termičkim procesima. Fotohemija je takođe destruktivna, što ilustruje fotodegradacija plastike.

## Koncept

### Grothas–Drejperov zakon i Štark-Ajnštajnov zakon
Fotoekscitacija je prvi korak u fotohemijskom procesu u kome se reaktant podiže u stanje veće energije, u pobuđeno stanje. Prvi zakon fotohemije, poznat kao Grothas–Drejperov zakon (po hemičarima Teodoru Grothasu i Džonu V. Drejperu), navodi da svetlost mora da apsorbuje hemijska supstanca da bi došlo do fotohemijske reakcije. Prema drugom zakonu fotohemije, poznatom kao Štark-Ajnštajnov zakon (po fizičarima Johanesu Štarku i Albertu Ajnštajnu), za svaki foton svetlosti koji apsorbuje hemijski sistem ne aktivira se više od jednog molekula za fotohemijsku reakciju, kako je definisano prema kvantnom prinosu.

### Fluorescencija i fosforescencija
Kada molekul ili atom u osnovnom stanju apsorbuje svetlost, jedan elektron se pobuđuje na viši orbitalni nivo. Ovaj elektron održava svoj spin prema pravilu odabira spina; drugi prelazi bi kršili zakon očuvanja ugaonog momenta. Ekscitacija do višeg singletnog stanja može biti od HOMO do LUMO ili do više orbite, tako da su singletna pobudna stanja … pri različitim energijama moguća.
Kašino pravilo predviđa da bi se viša singletna stanja brzo relaksirala raspadom bez zračenja ili unutrašnjom konverzijom (IC) u . Dakle,  je obično, ali ne uvek, jedino relevantno singletno pobuđeno stanje. Ovo pobuđeno stanje  može dalje da se relaksira do  pomoću IC, ali i dozvoljenim radijacionim prelazom iz  u  koji emituje foton; ovaj proces se naziva fluorescencija.
Alternativno, moguće je da pobuđeno stanje  doživi inverziju spina i da generiše tripletno uzbuđeno stanje  koje ima dva neuparena elektrona sa istim spinom. Ovo kršenje pravila izbora spina moguće je međusistemskim ukrštanjem (ISC) vibracionih i elektronskih nivoa  i . Prema Hundovom pravilu maksimalne višestrukosti, ovo stanje  bilo bi nešto stabilnije od .
Ovo tripletno stanje se može opustiti do osnovnog stanja  pomoću IC bez zračenja ili putem zračenja koji se naziva fosforescencija. Ovaj proces podrazumeva promenu elektronskog spina, što je zabranjeno pravilima odabira spina, čineći fosforescenciju (od  do ) mnogo sporijom od fluorescencije (od  do ). Dakle, tripletna stanja generalno imaju duži vek trajanja od singletnih. Ovi prelazi se obično sažimaju u dijagram energije stanja ili dijagream Jablonskog, paradigmu molekularne fotohemije.
Ove pobuđene vrste, bilo  ili , imaju polupraznu niskoenergetsku orbitalu i stoga se znatno više oksiduju od osnovnog stanja. Ali u isto vreme, oni imaju elektron u visokoenergetskoj orbitali, pa se stoga više redukujući. Uopšteno, pobuđene vrste su sklone učestvovanju u procesima prenosa elektrona.

### Fotohemija u kombinaciji sa protočnom hemijom
Fotohemija sa kontinuiranim tokom nudi višestruke prednosti u odnosu na serijsku fotohemiju. Fotohemijske reakcije su vođene brojem fotona koji su u stanju da aktiviraju molekule izazivajući željenu reakciju. Veliki odnos površine prema zapremini mikroreaktora maksimizira osvetljenje, a istovremeno omogućava efikasno hlađenje, što smanjuje toplotne sporedne proizvode.

### Principi
Svetlost je tip elektromagnetne radijacije, izvora energije. Po Grotus–Drejperovom zakonu hemijska supstanca mora da absorbuje svetlost da bi došlo do fotohemijske reakcije. Jednim fotonom apsorbovane svetlosti se može aktivirati jedan molekul, ili manje, u zavisnosti od kvantnog prinosa.
U slučaju fotohemijskih reakcija, svetlost daje energiju aktivacije. Jednostavno rečeno, svetlost je jedan mehanizam za obezbeđivanje energije aktivacije potrebne za mnoge reakcije. Ako se koristi laserska svetlost, moguće je selektivno pobuditi molekul tako da se proizvede željeno elektronsko i vibraciono stanje. Jednako tako, emisija iz određenog stanja može se selektivno pratiti, pružajući meru populacije tog stanja. Ako je hemijski sistem pod niskim pritiskom, to omogućava naučnicima da posmatraju raspodelu energije produkata hemijske reakcije pre nego što su razlike u energiji uklonjene i usrednjene usled ponovljenih sudara.
Do hemijske reakcije dolazi kad molekuli poseduju neophodnu energiju aktivacije. Jednostavan primer je sagorevanje benzina (ugljovodonika) do ugljen dioksida i vode. U toj reakciji, energija aktivacije se unosi u obliku toplote ili varnice. Kod fotohemijskih reakcija svetlost pruža energiju aktivacije. Svetlost je jedan od načina davanja energije aktivacije neophodne za mnoge reakcije. Ako se koristi lasersko svetlo, moguće je selektivno pobuditi molekul tako da se proizvede željeno elektronsko i vibraciono stanje. Slično tome, emisija sa specifičnog stanja se može selektivno pratiti, što daje meru zastupljenosti tog stanja. Ako je hemijski sistem na niskom pritisku, moguće je dobiti uvid u distribuciju energije produkata hemijske reakcije pre nego što dođe do disipacije i usrednjavanja energije usled višestrukih molekulskih kolizija. 
Apsorpcija svetlosnog fotona na reaktantnom molekulu može da omogući odvijanje reakcije ne samo pružanjem energije aktivacije, nego i promenom simetrije molekulske elektronske konfiguracije, omogućavajući odvijanje inače nepristupačnog reakcionog puta, u skladu sa Vudvord-Hofmanonom pravilima selekcije. 2+2 reakcija cikloadicije je jedan od primera periciklične reakcije koja se može analizirati koristeći ta pravila, ili putem srodnog pristupa molekulsko orbitalne teorije.
Fotohemijske reakcije uzrokuju elektronsku reorganizaciju iniciranu elektromagnetnom radijacijom. Te reakcije su za nekoliko redova veličine brže od termalnih reakcija. Njihova brzina može da bude 10−15 do 10−9 sekundi.

## Spektralni regioni
Fotohemijske rakcije se tipično izvode koristeći nekoliko specifičnih sekcija elektromagnetskog spektra. Među najčešće korišćenim sekcijama su:
- Ultraljubičasta: 100–400 nm
- Vidljiva: 400–700 nm
- Blisko infracrvena: 700–2500 nm

## Fotohemijske reakcije

### Primeri fotohemijskih reakcija
- Fotosinteza: biljke koriste solarnu energiju za pretvaranje ugljen-dioksida i vode u glukozu i kiseonik.
- Ljudsko stvaranje vitamina D izlaganjem sunčevoj svetlosti.
- Bioluminiscencija: npr. kod svitaca enzim u abdomenu katalizuje reakciju koja je proizvodi svetlost.[8]
- Polimerizacije koje su započeli fotoinicijatori, koji se razgrađuju nakon upijanja svetlosti i stvaraju slobodne radikale za polimerizaciju radikalima.
- Fotodegradacija mnogih supstanci, npr. polivinilhlorida i Fp. Bočice sa lekovima se često prave od zatamnjenog stakla kako bi se sprečila fotodegradacija lekova.
- Fotodinamička terapija: svetlost se koristi za uništavanje tumora dejstvom singletnog kiseonika nastalog fotosenzitizovanim reakcijama tripletnog kiseonika. Tipični fotosenzibilizatori uključuju tetrafenilporfirin i metilen plavo. Dobijeni singletni kiseonik je agresivan oksidant, sposoban da pretvori C-H veze u C-OH grupe.
- Diazo proces štampanja
- Tehnologija fotootpora, koja se koristi u proizvodnji mikroelektronskih komponenti.
- Vid se pokreće fotohemijskom reakcijom rodopsina.[9]
- Torajeva fotohemijska proizvodnja e-kaprolaktama.[10]
- Fotohemijska proizvodnja artemisinina, leka protiv malarije.[11][12]
- Fotoalkilacija, koristi se svetlom indukovano dodavanje alkilnih grupa u molekule.

### Organska fotohemija
Primeri fotohemijskih organskih reakcija su elektrociklične reakcije, reakcije radikala, fotoizomerizacija i Norišove reakcije.
Alkeni podležu mnogim važnim rakcijama koje teku putem fotonski-indukovane tranzicije π do π*. Prvom elektronskom pobuđenom stanju alkena nedostaje π-veza, tako da je rotacija oko C-C veze brza i molekul se uključuje u reakcije koje se ne posmatraju termički. Ove reakcije uključuju cis-trans izomerizaciju, cikloadiciju u drugi (osnovno stanje) alken kako bi se dobili derivati ciklobutana. Cis-trans izomerizacija (poli)alkena se odvija na retinalu, komponenti mašinerije vida. Dimerizacija alkena je relevantna za fotooštećenje DNK, gde se opažaju dimenski timini pri osvetljavanju DNK UV zračenjem. Takvi dimeri ometaju transkripciju. Korisni efekti sunčeve svetlosti povezani su sa fotohemijski indukovanom retrociklizacijom (deciklizacijom) reakcije ergosterola da bi se dobio vitamin D. U Demajovoj reakciji, alken reaguje sa 1,3-diketonom, reagujući preko svog enola, dajući 1,5-diketon. Još jedna uobičajena fotohemijska reakcija je Zimermanovo preuređivanje di-pi-metana.
U industrijskoj primeni, oko 100.000 tona benzil hlorida se godišnje priprema fotohemijskom reakcijom toluena sa hlorom u gasnoj fazi. Molekul hlora apsorbuje svetlost, pri čemu je niska energija ovog prelaza naznačena žućkastom bojom gasa. Foton izaziva homolizu veze Cl-Cl, a nastali radikal hlora pretvara toluen u benzil radikal:
Merkaptani se mogu proizvesti fotohemijskim dodavanjem vodonik sulfida u alfa olefine.

## Spoljašnje veze
- Photochemistry